# ريكاردينيو (لاعب كرة قدم مواليد 1984)
خوسيه ريكاردو دوس سانتوس أوليفيرا (بالبرتغالية: José Ricardo dos Santos Oliveira‏) (19 مايو 1984 في جواو بيسوا في البرازيل – )؛ هو لاعب كرة قدم سابق كان يلعب كمهاجم.

## وصلات خارجية
- خوسيه ريكاردو دوس سانتوس أوليفيرا على موقع رابطة كرة القدم اليابانية للمحترفين (اليابانية)
- خوسيه ريكاردو دوس سانتوس أوليفيرا على موقع دوري كوريا الجنوبية (الإنجليزية)
- خوسيه ريكاردو دوس سانتوس أوليفيرا على موقع قاعدة بيانات كرة القدم.إي يو (الإنجليزية)
- خوسيه ريكاردو دوس سانتوس أوليفيرا على موقع Soccerway.com (الإنجليزية)
- خوسيه ريكاردو دوس سانتوس أوليفيرا على موقع عالم كرة القدم.نت (الإنجليزية)